# Balatonudvari, Veszprém
Balatonudvari  este un sat în districtul Balatonfüred, județul Veszprém, Ungaria, având o populație de 354 de locuitori (2011). 

## Demografie
Componența etnică a satului Balatonudvari
     Maghiari (97,6%)
     Germani (2,4%)
Componența confesională a satului Balatonudvari
     Romano-catolici (42,66%)
     Reformați (10,45%)
     Fără religie (4,24%)
     Atei (1,41%)
     Necunoscută (41,24%)
Conform recensământului din 2011, satul Balatonudvari avea 354 de locuitori. Din punct de vedere etnic, majoritatea locuitorilor (97,6%) erau maghiari, cu o minoritate de germani (2,4%). Nu există o religie majoritară, locuitorii fiind romano-catolici (42,66%), reformați (10,45%), persoane fără religie (4,24%) și atei (1,41%). Pentru 41,24% din locuitori nu este cunoscută apartenența confesională.